# Jouni Kortelainen
Jouni Ensio Kortelainen (Polvijärvi, 9 de junho de 1957) é um atleta finlandês aposentado de corrida de longa distância que participou dos Jogos Olímpicos de Verão de 1980.